# Dryopteris tyrrhena
Dryopteris tyrrhena är en träjonväxtart som beskrevs av Fraser-jenkins och Reichst. Dryopteris tyrrhena ingår i släktet Dryopteris och familjen Dryopteridaceae. Inga underarter finns listade.